# Ка Стеванато (Венеција)
Ка Стеванато (итал. Ca' Stevanato) је насеље у Италији у округу Венеција, региону Венето.
Према процени из 2011. у насељу је живело 148 становника. Насеље се налази на надморској висини од 10 м.